# الحزب الشيوعي الفنلندي
الحزب الشيوعي الفنلندي (بالفنلندية: Suomen Kommunistinen Puolue، السويدية: Finlands kommunistiska parti) كان حزباً سياسياً شيوعياً في فنلندا. وكان يشكل جزءاً من الكومنترن وغير قانوني في فنلندا حتى عام 1944.
لم يشارك الحزب الشيوعي الفنلندي في أي انتخابات باسمه. مستخدماً بدلا من ذلك منظمات وهمية. في عام 1920 شارك الشيوعيون باسم حزب العمال الاشتراكي الفنلندي (1920-1923) ، ثم منظمة العمال وصغار المزارعين الاشتراكية الانتخابية (1924-1930). حـظـرت الدولة كلا الحزبين . في عام 1944 تشكلت جبهة جديدة هي الرابطة الفنلندية الشعبية الديمقراطية . تحكم الحزب الشيوعي الفنلندي بهذه الجبهات لكن كانت دائماً ذات أقلية بارزة من الاشتراكيين غير الشيوعيين.